# اصل هوزیتا–هاتوری

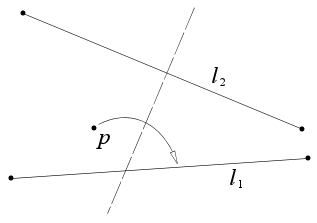
اصل هوزیتا-هاتوری

اصل هوزیتا-هاتوری (Huzita-Hatori axioms) مجموعه‌ای از قوانین مرتبط با قوانین ریاضی تا کردن کاغذ است.
قوانین ۱ تا ۶ توسط ریاضیدان ایتالیایی-ژاپنی، هومیاکی هوزیتا، در سال ۱۹۹۲ نوشته شد و این قوانین، عملکردهایی که هنگام تا کردن کاغذ (اریگامی) ایجاد می‌شود را توصیف می‌کنند.
این اصل‌ها نشاندهنده کامل بودن عملکردها در صفحه هستند. و اینکه تمام تاها خطی هستند.

## هفت اصل
۶ اصل اول توسط هوزیتا و اصل هفتم توسط کوشیرو هاتوری کشف شده‌است. اصل‌ها به شرط زیرند:
1. برای دو نقطه داده شده p۱ و p۲، تنها یک تا وجود دارد که از هر دو نقطه عبور کند.
2. برای دو نقطه داده شده p۱ و p۲، تنها یک تا وجود دارد که p۱ را برp۲ تصویر کند.
3. برای دو خط داده شده l۱ و l۲ تایی وجود دارد که دو خط را روی هم تصویر کند.
4. .برای نقطه داده شده p۱ و خط L۱، تنها یک تای عمود بر L۱ وجود دارد که از p۱ میگذرد.
5. .برای نقاط داده شده p۱ و p۲ و خط L۱، تایی وجود دارد که p۱ را بر خط L۱ تصویر می‌کند و از نقطه p۲ نیز می‌گذرد.
6. .برای نقاط داده شده p۱ و p۲ و خطوط L۱ و L۲، تایی وجود دارد که p۱را بر L۱ و p۲ را بر L۲ تصویر کند.
7. .برای نقطه داده شده p و خطوط L۱ و L۲ تایی وجود دارد که p را بر L۱ تصویر کرده و عمود بر L۲ باشد.